# Koziegłowy (powiat grójecki)
Koziegłowy – wieś sołecka w Polsce położona w województwie mazowieckim, w powiecie grójeckim, w gminie Jasieniec.
W skład sołectwa Koziegłowy wchodzi także wieś Dobra Wola.
W latach 1975–1998 miejscowość należała administracyjnie do województwa radomskiego.